# MTV Unplugged (Live at Hull City Hall)
MTV Unplugged (Live at Hull City Hall) es el primer álbum en vivo del cantante y compositor británico Liam Gallagher, fue lanzado el 12 de junio de 2020 por Warner Bros. Originalmente se programó para su lanzamiento el 24 de abril de 2020,  pero se retrasó hasta junio debido a la pandemia del COVID-19. El álbum fue grabado el 3 de agosto de 2019 en el Hull City Hall y contiene diez canciones, que consisten en actuaciones acústicas de pistas solistas de Gallagher como en clásicos de Oasis.
MTV Unplugged (Live at Hull City Hall) es el primer lanzamiento en vivo que encabeza la lista de álbumes del Reino Unido desde Symphonica de George Michael en 2014, y desde junio de 2020 es el lanzamiento de vinilo más vendido de 2020.

## Lista de canciones
| N.º | Título                    | Lanzamiento original              | Duración |  |
| 1.  | «Wall of Glass»           | As You Were                       | 4:09     |  |
| 2.  | «Some Might Say»          | (What's the Story) Morning Glory? | 4:57     |  |
| 3.  | «Now That I've Found You» | Why Me? Why Not.                  | 3:30     |  |
| 4.  | «One of Us»               | Why Me? Why Not.                  | 3:33     |  |
| 5.  | «Stand by Me»             | Be Here Now                       | 5:57     |  |
| 6.  | «Sad Song»                | Definitely Maybe (LP version)     | 4:30     |  |
| 7.  | «Cast No Shadow»          | (What's the Story) Morning Glory? | 5:05     |  |
| 8.  | «Once»                    | Why Me? Why Not.                  | 3:56     |  |
| 9.  | «Gone»                    | Why Me? Why Not.                  | 3:54     |  |
| 10. | «Champagne Supernova»     | (What's the Story) Morning Glory? | 3:59     |  |